# ماري لويز سانت جون
ماري لويز سانت جون (بالإنجليزية: Mary Louise St. John) هي راهبة أمريكية، ولدت في 13 مارس 1943، وتوفيت في 14 سبتمبر 2003.